# Mitología finesa

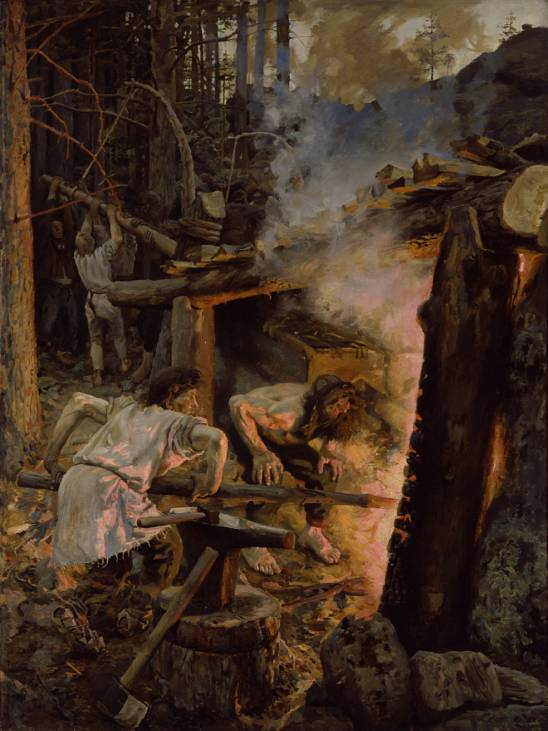
Ilmarinen, figura principal del panteón finés hasta la ascensión de su hermano Ukko y desde entonces dios de los artesanos, fabricando el Sampo. Akseli Gallen-Kallela: Fabricación del Sampo (Sammon tantoa, 1893).

La mitología finlandesa (o finesa) es la que comprende las creencias de los pueblos finlandeses antes de su cristianización. Poseía muchas características comunes con su pueblo vecino más emparentado desde el punto de vista étnico y lingüístico, los estonios, así como sus vecinos no urálicos, es decir los pueblos bálticos y escandinavos. Muchos de estos mitos estaban también estrechamente relacionados con otros pueblos urálicos, como los samis.
La mitología finlandesa sobrevivió en forma de tradiciones orales de poemas cantados míticos y folclore hasta bien entrado el siglo XIX.
Aunque la influencia progresiva de las culturas circundantes fue conllevado a la superascensión de un dios del cielo de manera monolastrística, el dios padre Ukko (“anciano”, en finés) era originalmente solo un espíritu de la Naturaleza como todos los otros. El animal más sagrado, cuyo nombre real no era nunca pronunciado en voz alta, era el oso, el cual era visto como la encarnación de los antepasados, razón por la que era llamado por muchos eufemismos: mesikämmen (“pata de miel”), otso (“frente amplia”), kontio (“habitante de la tierra”), entre otros.

## Estudio de la mitología finesa e historia religiosa

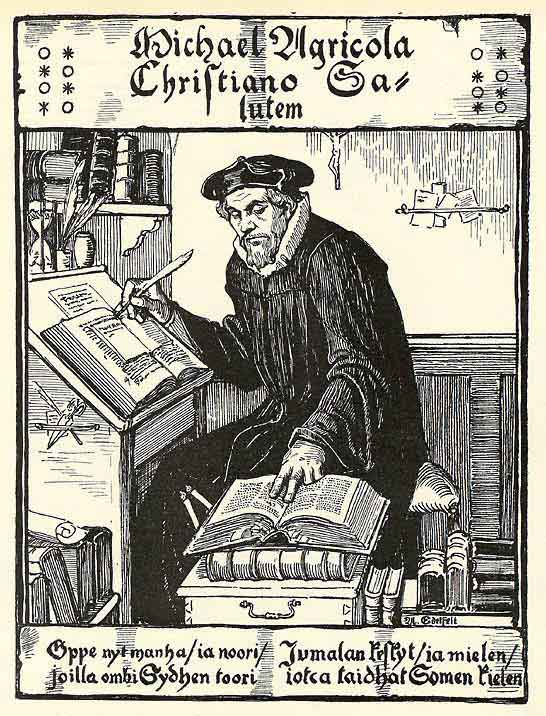
Mikael Agricola, obispo, reformador protestante y misionero finés, quien redactó los primeros testimonios sobre la mitología finesa.

La primera mención de las creencias del pueblo finés fue hecha por el obispo y reformador luterano Mikael Agricola en el prefacio de su traducción al finés de los salmos, publicada en 1551. Agricola elaboró una lista de supuestas deidades de Häme (en sueco Tavastia) y Karelia, doce deidades de cada región, con sus supuestas funciones brevemente expuestas en forma de versos. Algunos comentaristas establecen que solo once deidades fueron listadas para Häme, no contando entre ellas Agricola la mención de Piru, el Diablo. Gracias a esta lista, Agricola es considerado como el padre de la historia religiosa de Finlandia y su mitología. Eruditos y estudiosos posteriores frecuentemente citarían esa lista como fuentes históricas, y solo a finales del siglo XIX comenzaron a evaluar críticamente los dioses en ella contenidos, y la información presentada sobre a ellos, determinándose con investigaciones posteriores que la mayoría de las figuras presentadas por él no eran dioses, sino espíritus guardianes locales, figuras de la mitología popular o leyendas explanatorias, héroes culturales, santos cristianos bajo nombres alternativos y, en un caso, un festival de la época de la cosecha.
La obra Mythologia Fennica, de Cristfried Ganander, publicada en 1789, fue la primera incursión erudita laica en la mitología finesa. En el siglo XIX, las investigaciones sobre el folclore finés se intensificaron. Eruditos como Elias Lönnrot, J.F. Cajan, M.A. Castrén, y D.E.D Europaues viajaron alrededor de Finlandia poniendo por escrito la poesía popular cantada en forma de runo (poema) cantados. A partir de este material, Lönnrot editó el Kalevala y el Kanteletar. Esta poesía popular recolectada en el siglo XIX constaba preponderantemente de las creencias paganas finesas previas a la cristianización, y permitió a los eruditos estudiar la mitología finesa con más detalle.

## El origen y la estructura del mundo

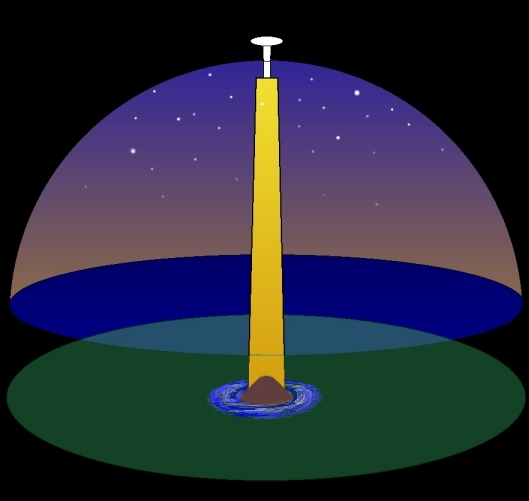
Estructura del mundo de acuerdo a la mitología finesa.

| A Bóveda celeste B Estrella Polar C Columna |  | D Kinahmi, el remolino E Región del Norte, Pohjola F Regiones habitables |  | G Lintukoto, el hogar invernal de los pájaros H Mundo de los muertos : Tuonela, posiblemente bajo la Tierra |

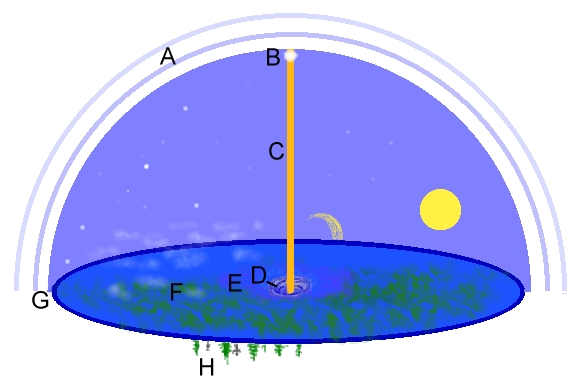

Se creía que el mundo había sido formado a partir de la explosión de un huevo de aythya (ave acuática). Respecto al cielo se creía que se trataba de la cubierta superior del huevo y, alternativamente era visto como una carpa, que estaba soportada por una columna en el polo norte, por debajo de la estrella polar. 
El movimiento de las estrellas era explicado como causado por la rotación de la bóveda celeste sobre la estrella del norte y sobre sí misma. Según la mitología, un gran remolino había sido causado en el polo norte debido a la rotación de la columna del cielo. Por medio de este remolino, las almas podían ir a la parte exterior del mundo a la tierra de los muertos, Tuonela.
Se creía que la tierra era plana. En sus bordes se hallaba Lintukoto (“el hogar de los pájaros”), una región cálida en donde habitaban los pájaros durante el invierno. La Vía Láctea era llamada linnunrata (“la ruta de los pájaros”), porque se creía que los pájaros viajaban a lo largo de ella hacia Lintutoko y de vuelta. 
Los pájaros poseían también otro significado: traían su alma a los humanos en el momento del nacimiento, y se la llevaban en el momento de la muerte. En algunas áreas, se creía que era necesario tener un figura de un pájaro tallada en madera para prevenir que el alma se escapase durante el sueño, protegiéndola de perderse en los caminos oníricos. Estas figuras recibían el nombre de sielulintut (“pájaros del alma”). 
A su vez las aves acuáticas eran muy comunes en los cuentos, como también en las pinturas en piedras y cavernas, demostrando el gran significado que tenían para los antiguos fineses.

## Tuonela, la tierra de los muertos
Tuonela era la tierra de los muertos, un hogar o ciudad subterránea. Era un sitio oscuro y exánime, donde nadie dormía. Solo un chamán valiente podía viajar a Tuonela en estado de trance para consultar la guía de los antepasados. Para viajar a Tuonela, el alma debía cruzar un oscuro río; si tenía una razón válida, entonces un barco vendría enseguida a recogerlo. Muchas veces el alma del chamán debía convencer a los guardias de Tuonela de haber muerto realmente. 

## Ukko, el dios del cielo y del trueno

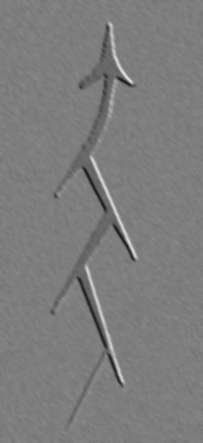
Dibujo simplificado de un tallado en piedra hallado en la región de Carelia, Finlandia, el cual contendría las representaciones mezcladas de una serpiente y de un trueno.

Ukko (“anciano”) era el dios del cielo, el tiempo meteorológico y los cultivos. También era el más importante dios del panteón y las palabras finesas ukkonen (“trueno”, literalmente “de Ukko”) o ukonilma (“clima de Ukko”) derivan de su nombre. En el Kalevala es también llamado Ylijumala (“dios superior”), dado que era el dios del cielo. En los mitos, figura solo manifestándose por efectos naturales cuando es invocado. 
Los orígenes de Ukko podrían datar de los tiempos del dios de la mitología báltica Perkūnas (a quien se ha asociado con Thor), o del antiguo dios del cielo finés Ilmarinen. Cuando Ukko tomó el puesto de Ilmarinen como el dios del cielo, el destino de Ilmarinen fue convertirse en el dios herrero, o dios de la piedra. En el Kalevala, se le atribuyen a Ilmarinen el forjamiento de las estrellas de la bóveda celeste y el mágico molino de la abundancia, el Sampo. 
El arma de Ukko podía ser un martillo, un hacha o una espada, con la cual lanzaba rayos. Se creía que él había creado las tormentas eléctricas al conducir con su carro sobre las nubes o bien al mantener relaciones sexuales con su esposa Akka (en finés “anciana”). El arma original de Ukko era posiblemente el hacha de piedra grabada en barcos de la cultura de hacha de guerra. El Ukkon vasara (“martillo de Ukko”), significaba posiblemente lo mismo que el hacha mencionada. Dado que las herramientas de piedra fueron abandonadas en la Edad de Cobre nórdica, los orígenes de las armas de piedra constituyen un misterio. Se creía que estas armas de Ukko, con sus cabezales de piedra, producían relámpagos. Los chamanes recogieron y mantuvieron estas armas, pues creían que poseían muchos poderes tanto para la sanación como para el daño.

## Héroes, dioses y espíritus
- Ahti (o Ahto), dios de las profundidades, proveedor de peces.
- Ajatar (o Ajattara), espíritu malvado del bosque.
- Akka (“anciana”) espíritu femenino, contraparte femenina de Ukko
- Äkräs, el dios de la fertilidad y protector de los vegetales, especialmente los nabos.
- Annikki, diosa de las pesadillas y del bosque, hija de Tapio y Mielikki.
- Antero Vipunen, gigante fallecido, protector del conocimiento profundo y la magia.
- Hiisi, demonio, originalmente evocaba un bosque sagrado, más tarde un importante goblin.
- Iku-Turso, un monstruo marino malévolo, posiblemente sea otro nombre de Tursas.
- Ilmarinen, el gran herrero, constructor del cielo. Originalmente un espíritu masculino del aire.
- Ilmatar, espíritu femenino del aire. Era hija de la substancia primaveral y el espíritu creativo. A su vez era madre de Väinämöinen en el Kalevala.
- Jumala, nombre genérico para una deidad mayor. Originalmente era el nombre dado por los fineses al cielo, el dios del cielo, y el dios supremo. Luego la palabra taivas y Ukko se convirtieron en los nombres del cielo y del dios del cielo respectivamente. El nombre significa dios, y fue usado luego para referirse al Dios cristiano. El origen del nombre es desconocido, algunas hipótesis postulan que deriva de Jomali, la deida suprema de los pueblos pérmicos y el origen de la palabra estonia jume (“cielo”).
- Kalevanponka (“hijo/varón de Kaleva”), un héroe gigante que podía cortar los bosques y segar enormes prados, idéntico al héroe nacional épico estonio Kalevipoeg.
- Kave, antiguo dios del cielo, luego deidad del ciclo lunar. A su vez era padre de Väinämöinen. Su nombre es similar al de Kaleva
- Kivutar, diosa de la piedad en el dolor y en el sufrimiento, hija de Tuoni y a su vez es la hija y hermana de Tuonetar (ya que Tuonetar es la hija y esposa de su padre Tuoni).
- Kotitonttu, tutelar de la casa.
- Kullervo, antihéroe trágico. Modelo para el personaje de Túrin Turambar de la obra “El Silmarillion”, de Tolkien.
- Kuu, dios de la Luna. En finés ambas palabras signfican luna.
- Lemminkäinen (Ahti Saarelainen, Kaukomieli), un héroe temerario.
- Lempo, espíritu de la fertilidad
- Louhi, matriarca de Phjiola, anfitriona del mundo subterráneo.
- Loviatar, la hija ciega de Tuoni y madre de las Nueve enfermedades.
- Luonnotar, espíritu de la naturaleza, creadora femenina.
- Menninkäinen, un espíritu mágico, un gnomo.
- Mielikki, esposa de Tapio, diosa del bosque.
- Nyyrikki, diosa de la caza, hijo de Tapio.
- Näkki, espíritu temible de los estanques, pozos y puentes. Semejante a la Nix griega.
- Otso, el espíritu del oso
- Pekko (o Pellon Pekko), dios de los cultivos, especialmente la cebada, y de la elaboración de la cerveza.
- Perkele, el Diablo. Originalmente dios del trueno, fue demonizado con la introducción del cristianismo. Se relaciona con el dios báltico Perkunas y el nórdico Thor.
- Pellervo (o Sampsa Pellervoinen), dios de la cosecha.
- Pihatonttu, tutelar del patio.
- Piru, espíritu, demonio.
- Päivätär, diosa del día. Procede del finés päivä (día).
- Rahko, dios carelio del tiempo cronológico.
- Surma, personificación de la muerte violenta.
- Saunatonttu, tutelar del sauna.
- Tapio, dios del bosque.
- Tellervo, diosa del bosque, hija de Tapio y Mielikki.
- Tonttu, generalmente un tutelar benigno. Originalmente era patrón de la tierra cultivada, poseedor del lote.
- Tuonetar, nombre referente tanto a la amante como a la hija de Tuoni.
- Tuoni, personificación de la muerte.
- Turisas, dios tavastiano de la guerra. Podría ser el nombre finés del nórdico Tyr y el germánico Tîwaz.
- Tuulikki, hija de Tapio y Mielikki y hermana de Tellervo, diosa de los animales.
- Ukko, dios del cielo y el trueno, asociado con Thor y con el Taara estonio.
- Vellamo, esposa de Ahti, diosa del mar, los lagos y las tormentas. Una imagen corriente de Vellamo puede ser vista en los escudos de la provincia de Päijät-häme.
- Vendemo (“madre de las aguas”), diosa carelia del agua.
- Väinämöinen, hombre anciano y sabio, que poseía una potente y mágica voz. Personaje central del folclore finés y protagonista del Kalevala.

## Sitios
- Kyöpelinvuori (Raatikko), sitio al que se creía que iban las vírgenes al morir, y luego el sitio donde las hechiceras se reunían en la Pascua
- Väinölä (también conocida como la tierra de  Kalevala)
- Tuonela (también conocido como Manala o Pohjola), morada de los muertos, inframundo.
- Aarnivalkea, flama eterna que marcaba la ubicación de un tesoro enterrado.
- Lintukoto, sitio mítico donde se creía que los pájaros migraban en invierno, la palabra es usada como una metáfora para un sitio feliz en finés.

## Animales

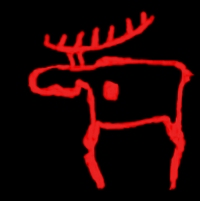
El alce es un motivo muy común en los petroglifos.

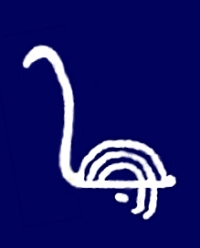
Cisne y huevos representados en un petroglifo de Carelia.

- Oso pardo, el oso era considerado como el animal más sagrado, solo se referían a él con eufemismos. La caza de un oso era seguida de una gran fiesta en honor a este animal (peijaiset), en el cual una parte substancial de las celebraciones consistían en el convencimiento al espíritu del oso de que había muerto accidentalmente y no había sido asesinado. Posteriormente, el cráneo de un oso era colgado en lo alto de un pino por lo que el espíritu del oso podía volver a entrar en los cielos.
- Cisne de Tuonela, en finés Tuonelan joutsen.
- Alce de Hiisi, en finés Hiiden hirvi.

## Artefactos
- El sampo, artefacto mágico que traía buena fortuna a quien lo llevaba. De acuerdo a la interpretación de Lönnrot del Kalevala, era un molino que producía harina, sal y oro de la nada.
- El kantele mágico de Väinämöinen, quien lo elaboró a partir de las fauces de un lucio enorme.
- La gran espada de Väinämöinen, que brillaba como el sol y era extraordinariamente aguda.

## Videojuegos basados en la mitología
Noita_(videojuego)